# محمد زاوي
محمد زاوي (ولد في 14 مايو 1960) هو ملاكم من الجزائر. فاز زاوي بالميدالية البرونزية في الوزن المتوسط فئة (71-75 كلغ) في دورة ألعاب أولمبية صيفية 1984 في لوس انجليس.
 برونزية ألعاب أولمبية صيفية 1984

## روابط خارجية
- محمد زاوي على موقع بوكس ريك (الإنجليزية) (registration required)
- محمد زاوي على موقع أوليمبيديا (الإنجليزية)